# Aileen Travers
Aileen Travers (* 19. Oktober 1966, geborene Aileen Nairn) ist eine schottische Badmintonspielerin. 

## Karriere
Aileen Travers gewann bei der Junioren-Europameisterschaft 1985 Bronze im Mixed mit Alan McMillan, bevor sie 1987 erstmals bei den schottischen Einzelmeisterschaften erfolgreich war. Von 1989 bis 1991 siegte sie dort dreimal in Folge im Mixed mit ihrem späteren Ehemann Dan Travers. 1997 gewann sie noch einmal die Damendoppelkonkurrenz.

## Sportliche Erfolge
| Saison | Veranstaltung                       | Disziplin   | Platz | Name                               |
| ------ | ----------------------------------- | ----------- | ----- | ---------------------------------- |
| 1984   | Schottland: Juniorenmeisterschaften | Dameneinzel | 1     | Aileen Nairn                       |
| 1984   | Schottland: Juniorenmeisterschaften | Damendoppel | 1     | Elinor Allen / Aileen Nairn        |
| 1985   | Schottland: Juniorenmeisterschaften | Dameneinzel | 1     | Aileen Nairn                       |
| 1985   | Schottland: Juniorenmeisterschaften | Damendoppel | 1     | Elinor Allen / Aileen Nairn        |
| 1985   | Junioren-Europameisterschaft        | Mixed       | 3     | Alan McMillan / Aileen Nairn       |
| 1987   | Schottland: Einzelmeisterschaften   | Dameneinzel | 1     | Aileen Nairn                       |
| 1989   | Schottland: Einzelmeisterschaften   | Mixed       | 1     | Dan Travers / Aileen Nairn         |
| 1990   | Schottland: Einzelmeisterschaften   | Mixed       | 1     | Dan Travers / Aileen Nairn         |
| 1991   | Schottland: Einzelmeisterschaften   | Mixed       | 1     | Dan Travers / Aileen Nairn         |
| 1997   | Schottland: Einzelmeisterschaften   | Damendoppel | 1     | Elinor Middlemiss / Aileen Travers |